# حوریم تپه سیدلر
حوریم تپه سیدلر مربوط به سده‌های میانه دوران‌های تاریخی پس از اسلام است و در شهرستان اهر، بخش مرکزی، دهستان قشلاق، روستای سیدلر واقع شده و این اثر در تاریخ ۱۵ دی ۱۳۸۷ با شمارهٔ ثبت ۲۳۹۴۹ به‌عنوان یکی از آثار ملی ایران به ثبت رسیده است.